# Kołonna
Kołonna (ukr. Колона) – wieś na Ukrainie w rejonie włodzimierskim obwodu wołyńskiego.

## Historia
Pod koniec XIX w. wieś w gminie Poryck, w powiecie włodzimierskim.
Do 2020 w rejonie iwanickim.